# Ла-Гранджа-де-ла-Костера
Ла-Гранджа-де-ла-Костера, Ла-Гранха-де-ла-Костера (валенс. La Granja de la Costera, ісп. La Granja de la Costera) — муніципалітет в Іспанії, у складі автономної спільноти Валенсія, у провінції Валенсія. Населення — 326 осіб (2010).

## Географія
Муніципалітет розташований на відстані близько 310 км на південний схід від Мадрида, 55 км на південь від Валенсії.

## Демографія
Динаміка населення (INE ):

## Галерея зображень

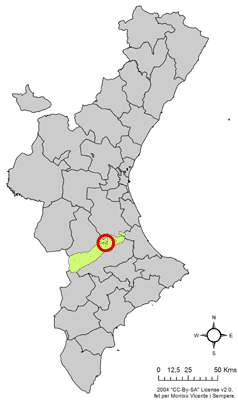
Розташування муніципалітету Ла-Гранджа-де-ла-Костера у автономній спільноті Валенсія
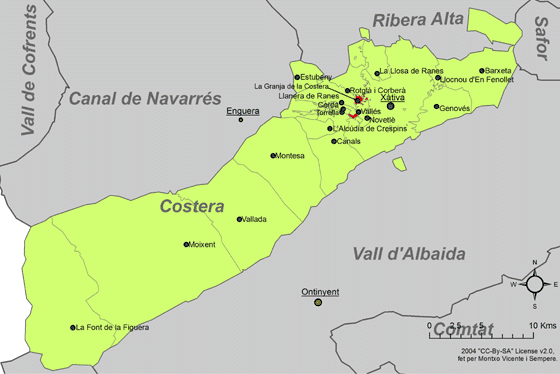
Розташування муніципалітету Ла-Гранджа-де-ла-Костера у комарці Ла-Костера